# Gedenkstein für die Erhebung Schleswig-Holsteins (Blankenese)
Der Gedenkstein für die Erhebung Schleswig-Holsteins in Hamburg-Blankenese ist ein Findling mit Wappenrelief und eingravierter vergoldeter Schrift, der an die Schleswig-Holsteinische Erhebung erinnert. Er befindet sich auf einer kleinen Grünfläche neben einer Doppeleiche (dem Symbol des Strebens nach einem Up ewig ungedeelten Land) an der Blankeneser Bahnhofstraße. Die Doppeleiche wurde zum 50-jährigen Jubiläum der Erhebung 1898 vom Communalverein gestiftet, der Gedenkstein zwei Jahre später durch die Gemeinde gesetzt.
Seit dem 12. Februar 2007 stehen sowohl der Gedenkstein als auch die Eiche unter Denkmalschutz.
Blankenese stand (seit 1640) unter dänischer Verwaltung im Herzogtum Holstein, das – im Gegensatz zu Schleswig – ebenso zum Deutschen Bund gehörte. Die Erhebung war der Beginn des (ersten) deutsch-dänischen Krieges am 24. März 1848, der sich an  der Schleswig-Holstein-Frage entzündete.
Auf den Dorfplätzen in Hamburg-Hummelsbüttel und Hamburg-Bramfeld erinnern ebenfalls Gedenksteine an die Erhebung.
Während des Golfkrieges 1991 errichtete die Blankeneser Künstlerin Andrea Peschel auf eigene Initiative ein Mahnmal für Frieden und Gewaltlosigkeit neben dem Denkmal. Ein Soldat der über seinem Knie ein Gewehr zerbricht und auch als Deserteursdenkmal bezeichnet wurde. Die Aufstellung wurde nachträglich vom Bezirksamt genehmigt. 1999 verschwand das Gewehr der Skulptur, worauf Spenden für eine Erneuerung gesammelt wurden, die jedoch nicht ausreichten. Nachdem die Figur 2005 schließlich vollständig verschwand, konnte die Künstlerin nicht mehr für ein neues Mahnmal gewonnen werden und auch die Pläne für ein Gegendenkmal eines anderen Künstlers scheiterten.